# 坂井優美
坂井 優美（さかい ゆみ、1980年10月6日 - ）は、日本の元グラビアアイドル。オフィスSATO、後にイエローキャブに所属していた。

## 来歴・人物
東京都台東区浅草の生まれ育ちで、自称「チャキチャキの江戸っ子」。血液型はA型。身長は162cm、スリーサイズはB88cm - W58cm - H89cm（2000年の時点）。 
姉が一人いる。小さい頃に母を亡くしている。小学生の時から中山美穂のファンで、子供心ながら将来は歌手になれたらいいなとは思っていたが、中学入学後にバレーボール部に入った後に太りだしてからは、芸能界は自分とは無縁な世界だと思っていたという。高校2年生の17歳の時に友人たちと一緒に東京・秋葉原の電気街に行った時に、そこで事務所のマネージャーにスカウトされたのをきっかけに、芸能界入り。2000年度の大磯ロングビーチキャンペーンガール。アイドルユニット『KOMATI』のメンバーとしても活動。
公表したことのある趣味はバレーボール、子供の頃からやっていたピアノ、ジャズ鑑賞。ジャズ好きな父親の影響で自分もジャズ好きになったということで、好きなジャズミュージシャンにバド・パウエル、オスカー・ピーターソン、ビル・エヴァンスを挙げていたことがある。

## 写真集、DVD
写真集
- 『STAY_坂井優美写真集』 J-HEART 2000年8月
- 『カリス_坂井優美写真集』 バウハウス 2001年3月

DVD
- 『ファイナル・ビューティ』
- 『坂井優美とバーチャルデート』[7]
- 『Squall!!』
- 『Bloody Mary』

## 出演

### テレビ
- HAPPY SALVAGE ハッピィサルベージ（テレビ朝日）- 太田洋子 役
- ピュアピュア（テレビ朝日）- レギュラー[2]
- トゥナイト2（テレビ朝日）[8]
- ボスキャラ王（テレビ朝日）[9]
- いまどき娘とハッスルオヤジ（テレビ東京）[4]